# Раковсково
Раковсково (болг. Раковсково) — село в Болгарии. Находится в Бургасской области, входит в общину Несебыр. Население составляет 69 человек (2022).

## Политическая ситуация
В местном кметстве Обзор, в состав которого входит Раковсково, должность кмета (старосты) исполняет Кирил Куртев Стоянов (независимый) по результатам выборов правления кметства.
Кмет (мэр) общины Несебыр — Николай Кирилов Димитров (независимый) по результатам выборов в правление общины.